# ویندوز سی‌ئی

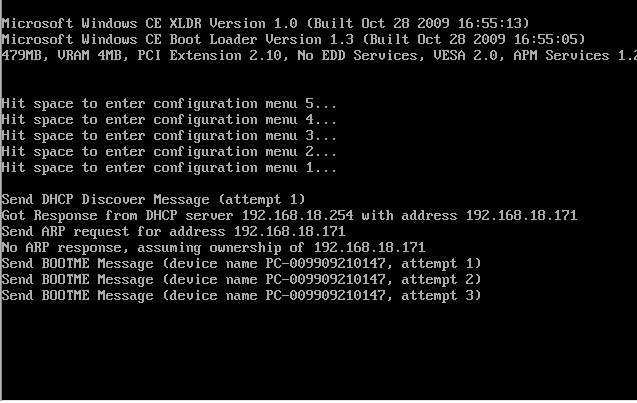
ویندوز سی‌ئی در حال بارگذاری

مایکروسافت ویندوز سی‌ئی (به انگلیسی: Microsoft Windows CE) سیستم‌عاملی است که شرکت مایکروسافت برای سامانه‌های توکار توسعه داد. ویندوز سی‌ئی سیستم‌عامل و هسته‌ای جدا از نسخهٔ رومیزی ویندوز است، به‌جای این‌که نسخهٔ تضعیف‌شده‌ای از ویندوز رومیزی باشد.
آخرین نسخهٔ ویندوز سی‌ئی از معماری اینتل ایکس۸۶، MIPS و ARM پشتیبانی می‌کند.

## ویژگی‌ها
ویندوز سی‌ئی برای ابزارها و دستگاه‌هایی بهینه شده‌است که حافظهٔ کوچکی دارند. ویژوال استودیو ۲۰۱۲ امکان برنامه‌نویسی برای ویندوز توکار فشردهٔ ۲۰۱۳ را دارد.